# Nikola Gruevski
Nikola Gruevski (cirílico macedonio, Никола Груевски) (31 de agosto de 1970) es un político yugoslavo que ocupó el cargo de primer ministro de la República de Macedonia desde el 28 de agosto de 2006 y hasta el 18 de enero de 2016, reemplazando a Vlado Buckovski.
Su partido, El VMRO-DPMNE ganó las elecciones parlamentarias del 5 de julio de 2006.
En 2014, miembros de los servicios secretos revelaron miles de documentos relativos a las escuchas telefónicas de miles de macedonios a lo largo de los años: opositores políticos, magistrados, periodistas, empleados del gobierno, etc. Estos documentos también revelan el alcance de la corrupción, la influencia del gobierno en los fiscales, los jueces y los medios de comunicación, la extorsión en el mundo de los negocios, las detenciones políticas, la manipulación de las elecciones y los intentos de encubrir un asesinato.
Después divulgación de información sobre las presiones ejercidas sobre el sistema judicial, el trucaje de las elecciones y la corrupción, Nikola Gruevski dimite en 2016.